# 218. lovski polk (Wehrmacht)
Za druge 218. polke glej 218. polk.
218. lovski polk je bil lovski polk v sestavi redne nemške kopenske vojske med drugo svetovno vojno.

## Zgodovina
Polk je bil ustanovljen 10. oktobra 1941 z reorganizacijo 218. pehotnega polka in dodeljen 99. lahki diviziji. 
15. novembra 1941 je bil preimenovan in reorganiziran v 218. gorski polk.